# Josip Pupačić
Josip Pupačić (ur. 19 listopada 1928 w Slime, zm. 23 maja 1971 na wyspie Krk) – chorwacki poeta.

## Biografia
Urodził się, 19 listopada 1928 r., w chorwackiej wiosce Slime, pod Omišem, jako dziewiąte dziecko Ivana Pupačića (1877–1955) i jego drugiej żony – Ivy (1889–1977). Jego przodkowie pochodzili z dawnej Republiki Poljica, z pobliskiej wioski Kostanje, skąd przenieśli się do Slime, na lewy brzeg rzeki Cetina. W 1935 r. rozpoczął naukę w szkole podstawowej, a w 1941 poszedł do gimnazjum dominikańskiego w mieście Bol na wyspie Brač. W 1942 r. z powodu wojny wyjechał do Vrpolje w Slawonii, skąd kontynuował naukę w Slavonskim Brodzie. W 1943 r. przeniósł się do Splitu, gdzie uczęszczał do liceum klasycznego (obecnie – chorw. I. Gimnazija Split). Latem 1945 r. jego brat, Vicko, zginął w wyniku porażenia prądem, a rok później, w marcu, kolejny brat, Ivan, został zabity. W lipcu 1948 r. ukończył liceum w Splicie i zapisał się na Wydział Filologiczny Uniwersytetu w Zagrzebiu. Uczył się pilnie i bytował na przedmieściach w skromnych warunkach materialnych, w międzyczasie pisząc swoje pierwsze wiersze. Przez pewien czas mieszkał również z poetą Miroslavem Slavko Mađerem.
Twórczość Pupačića pierwszy raz ukazuje się, w 1950 r., w studenckim czasopiśmie Studentski list. W 1952 r. zginął jego trzeci brat, Ante, również od porażenia prądem. Tę rodzinną tragedię Pupačić opisał w wierszu Tri moja brata (Trzej moi bracia) opublikowanym w czasopiśmie Republika w 1954 r. 24 stycznia 1955 r. został przyjęty do Chorwackiego Towarzystwa Pisarzy. W tym samym roku, 28 lutego, ukończył studia na Wydziale Filologicznym. Na początku roku wydał swój pierwszy tomik poezji pt. Mladići, w którym bardzo emocjonalnie podchodzi do tematyki rodziny i ojczyzny. Niedługo później przeżywa kolejną rodzinną tragedię – trójka jego braci ginie w pożarze. Ta tragiczna śmierć odcisnęła głębokie piętno na jego twórczości. Sukces tomu Mladići wynosi go do rangi liczącego się poety. Wkracza na scenę literacką otoczony powszechnym uznaniem i otwartością swojego pokolenia.
W połowie roku, w zagrzebskim wydawnictwie Lykos, ukazuje się jego drugi zbiór wierszy pt. Kiše pjevaju na jablanima. Opublikowane teksty składają się na osobistą historię autora, od dzieciństwa po studia w Zagrzebiu. Dzieło, jako jeden z pierwszych głosów powojennego chorwackiego modernizmu, zostało przyjęte pozytywnie. W latach 1956–1957 pracował jako redaktor w wydawnictwie Lykos. Wtedy też spotkał w klubie pisarzy szesnastoletnią uczennicę liceum i swoją przyszłą żoną – Benkę Baždarić. W latach 1957–1958 pracował jako redaktor naczelny w czasopiśmie Krugovi. Jego koncepcja redakcyjna opierała się na utalentowanych pisarzach młodego pokolenia wpisujących się w nurt tzw. drugiej moderny.
W 1958 r., w wydawnictwie Zora w Zagrzebiu, opublikował swój trzeci zbiór wierszy pt. Cvijet izvan sebe. 27 lipca ożenił się z Benką Baždarić. Świadkiem na ślubie Pupačića był poeta Nikola Milićević. W tym samym roku zostaje wydana antologia powojennej poezji jugosłowiańskiej, Vrata vremena, którą redagował wraz z pisarzem Ivanem V. Lalićem. W latach 1959–1961 był redaktorem czasopisma Književnik. 12 listopada 1959 r. został mianowany adiunktem w Katedrze Literatury Starochorwackiej na Uniwersytecie w Zagrzebiu. Tam opublikował szereg artykułów, recenzji oraz esejów z zakresu literatury chorwackiej. Od października 1961 r. do sierpnia 1963 r. wykładał w j. chorwackim na Wydziale Filologicznym Uniwersytetu w Lyonie.
W 1965 r. ukazał się jego czwarty tom poezji pt. Ustoličenje, wydany przez wydawnictwo Znanje z Zagrzebia. W tym roku również opublikował, nakładem wydawnictwa Bagdala z Kruševca, zbiór wierszy wybranych pt. Oporuka. W 1966 r. współtworzył (wraz ze Slavko Mihalićem i Antunem Šoljanem) Antologię chorwackiej poezji XX wieku (chorw. Antologija hrvatske poezije dvadesetog stoljeća). 8 listopada na świat przyszło jego jedyne dziecko – córka Rašeljka, która cierpiała na niewydolność serca. W 1967 r. Pupačić podpisał Deklarację w sprawie nazwy i pozycji chorwackiego języka literackiego (chorw. Deklaracija o nazivu i položaju hrvatskoga književnog jezika), czym naraził się ówczesnej władzy. Otwarcie w krytycznych słowach wypowiedział się również o uprzywilejowanym politycznie czasopiśmie Vjesnik:

Vjesnik jest, nawiasem mówiąc, anty-chorwacki. Od wojny do przed dwoma laty (...) nie wspomniano o narodzie chorwackim i chorwackim języku. Tam nie mówiło się o Chorwatach, lecz o ludności Chorwacji (...)

Od 31 czerwca 1969 r. do 31 sierpnia 1970 r. pracował jako profesor w jugosłowiańskiej szkole średniej przy ambasadzie w Londynie.
23 maja 1971 r. zginął wracając z Londynu, wraz z żoną i córką, w katastrofie lotniczej na lotnisku Rijeka. Pochówek odbył się 31 maja, przy licznym udziale przyjaciół, znajomych oraz czytelników, na cmentarzu w Slime. Tragiczna śmierć poety wstrząsnęła chorwackim kręgiem kulturowym, który opłakiwał wydarzenie jako poważną stratę narodową. W 1971 r., po śmierci autora, ukazał się ostatni zbiór wierszy jego autorstwa pt. Moj križ svejedno gori.

## Poezja
Nawiązując do modeli lirycznych chorwackiego ekspresjonizmu, Pupačić podejmował tematykę dzieciństwa, rodzimego pejzażu i relacji emocjonalnych, a także tradycji rodzimego folkloru. Liryka poety wyróżniała się syntezą nowoczesnej wrażliwości i tradycyjnych form poetyckich. Dwa pierwsze tomy poezji obfitują w barwne krajobrazy, hymny do natury, miłości i życia. Trzeci zbiór, Ustoličenje (1965), utrzymany jest w zupełnie innym charakterze niż dwa poprzednie. Pupačić nawiązuje do stylistyki Preobraženja Antuna Branko Šimića, a jego ekspresja staje się bardziej abstrakcyjna z wyraźną tendencją do okraszania przedstawianego podmiotu w uniwersalne znaczenia i treści metafizyczne. Motywy snu, ciszy, pokoju i choroby ubiera w krótkie, eliptyczne zdania. Ówczesna twórczość poety cechuje się poczuciem utraty sensu, pesymizmem oraz rezygnacją, które to uczucia są charakterystyczne dla literatury chorwackiej lat 60. XX wieku. Również ostatni tom poezji, Moj križ svejedno gori (1971), przynosi wiersze pełne głębokiej refleksji, narastającego niepokoju, rozczarowania oraz kontestacji celowości ludzkiej egzystencji. Twórczość Josipa Pupačića wyniosła go do rangi jednego z najważniejszych chorwackich autorów drugiej połowy XX wieku, a niektóre z jego wierszy (m.in. Nesagrađena kuća, Tri moja brata, More) na stałe weszły do kanonu chorwackiej literatury.

## Najważniejsze dzieła
Tomy poezji:
- Kiše pjevaju na jablanima (1955)
- Cvijet izvan sebe (1958)
- Oporuka (1965)
- Moj križ svejedno gori (1971)